# Barry Magee
Arthur Barrington Magee, detto Barry (New Plymouth, 6 febbraio 1934), è un ex maratoneta e mezzofondista neozelandese.

## Biografia
Allenato da Arthur Lydiard, si presentò ai Giochi olimpici di Roma 1960 da novellino e fece ritorno a casa con una medaglia di bronzo. Fu il primo, e tuttora unico, neozelandese ad aver vinto una medaglia olimpica nella maratona, potendo vantare il terzo posto di Roma, alle spalle dell'etiope Abebe Bikila e del marocchino Rhadi Ben Abdesselam.
Fortemente specializzato nelle distanze del mezzofondo, prese parte anche alla gara dei 10000 m piani ai Giochi olimpici del 1960, concludendo al 26º posto, e ai Giochi olimpici di Tokyo 1964, finendo 23º
Un infortunio prolungato alla spalla lo porterà al ritiro dall'attività agonistica solo tre anni più tardi.

## Palmarès
| Anno | Manifestazione  | Sede  | Evento        | Risultato | Prestazione | Note |
| ---- | --------------- | ----- | ------------- | --------- | ----------- | ---- |
| 1960 | Giochi olimpici | Roma  | 10000 m piani | 26º       | 30'39"4     |      |
| 1960 | Giochi olimpici | Roma  | Maratona      | Bronzo    | 2h17'18"    |      |
| 1964 | Giochi olimpici | Tokyo | 10000 m piani | 23º       | 30'32"0     |      |

## Altre competizioni internazionali
1959
- Oro alla Maratona di Auckland ( Auckland) - 2h31'51"

1960
- Oro alla Maratona di Fukuoka ( Fukuoka) - 2h19'04"
- 4º alla Maratona di Auckland ( Auckland) - 2h30'17"
- Argento alla Maratona di Dunedin ( Dunedin) - 2h25'51"

1961
- Oro alla Maratona di Auckland ( Auckland) - 2h26'17"
- Oro alla Maratona di Christchurch ( Christchurch) - 2h18'54"

1962
- Argento alla Maratona di Auckland ( Auckland) - 2h25'57"
- Argento alla Maratona di Invercargill ( Invercargill) - 2h24'55"

1963
- Bronzo alla Maratona di Auckland ( Auckland) - 2h23'04"
- Argento alla Maratona di Hawera ( Hawera) - 2h24'48"

1964
- 4º alla Maratona di Auckland ( Auckland) - 2h25'25"
- Bronzo alla Maratona di Lower Hutt ( Lower Hutt) - 2h20'52"